# هطيل الحمر (الرقة)
هطيل الحمر قرية سورية تتبع ناحية سلوك في منطقة تل أبيض في محافظة الرقة. بلغ عدد سكانها 59 نسمة في عام 2004 حسب إحصاء المكتب المركزي للإحصاء.